# فرودگاه میکاتارا
فرودگاه میکاتارا (به انگلیسی: Meekatharra Airport) یک فرودگاه همگانی با کد یاتا MKR است که یک باند فرود آسفالت دارد و طول باند آن ۲۱۸۱ متر است. این فرودگاه در کشور استرالیا قرار دارد و در ارتفاع ۵۲۲ متری از سطح دریا واقع شده‌است.

## شرکت‌های هواپیمایی و مقصدهای پروازی
| شرکت‌های هواپیمایی | مقصدهای پروازی           |
| ----------------- | ------------------------ |
| اسکیپرس اوییشن    | ماونت مگنیت، پرث، ویلونا |
| Cobham Aviation   | پرث                      |